# Allan Mikušek
Allan Mikušek (* 30. října 1967 v Trnavě) je slovenský country zpěvák, skladatel a kytarista.

## Známé hity
- Hviezda na tričku
- Modré nebo (+ František Nedvěd)
- Dážď / Déšť (+ Michal Tučný)
- Len chcieť / Vždyť víš (+ Michal Tučný)
- Kridla ( Vera Martinova )
- Kráska s mobilom
- Black and White (+ Karel Zich)
- Stádo
- Kto zhasol hviezdy?
- Ty si tá...

## Diskografie
- 1992 Allan – Monti Records, CD, singl – (na albume sú tri piesne[1])
- 1992 Allan – Monti Records, LP, MC, CD EAN 8588001251406 (reedícia na CD v roku 2007)
- 1994 Stále hrám – Relax Music, CD, (reedice 1996 Sony Music)
- 1998 Hviezda na tricku – Sony Music Bonton, CD EAN 5099749130029
- 2000 Kridla – Sony Music Bonton, CD EAN 5099749535626
- 2001 Šesť strún – Sony Music Bonton, CD EAN 5099750183625
- 2003 To najlepšie naživo – Sony Music Bonton, CD EAN 5099751345428
- 2008 Allan Mikušek and Grasscountry – , CD [2]

## Kompilace
- zpěv nebo kytara nebo produkce
- 1990 Keď vchádza ráno – (country výber) – Opus
- 1994 Šťastné staré slunce – Michal Tučný – Elton Music, CD
- 1995 Adios, Last Cowboy – Rattlesnake Annie – Sony, CD
- 2005 Michal Tučný & přátelé – Supraphon SU5628-2, EAN 0099925562823, CD – 21. Michal Tučný a Allan Mikušek – Len chcieť/Vždyť víš
- 1995 Kovbojská svatba – Hana Horecká – Tommü Records, CD – Co nám brání – Hana Horecká a Allan Mikušek
- 1996 Fanny – Denisa Marková – Sony, CD – 04. Při hvězdách – Denisa Marková a Allan Mikušek + autor hudby: 03. Tajemný hrad, 04. Při hvězdách (autor hudby i textu), 06. Píseň podzimní, 08. Zamilovaná, 09. Vítr v zádech, 10. Pane můj, 11. Odešla láska, 12. Hotel, 13. Pár tónů, 14. Fanny,
- 1997 Country dálnice II – Venkow Records, CD
- 1997 Spovedaj ma zo spomienok – Vašo Patejdl – Polygram, CD
- 1997 Zmier sa s tým – Martina Habová – Monti Records, CD
- 1998 Domáce Vianoce – Bonton Muisc – 04. Biely sen
- 1998 Ty a Ja – Martina Habová – Monti Records, CD
- 2003 Je tu nádej – Country team – CD
- 2006 ME & MY Music – Barbara – Monti Records, CD
- 2006 Richard Rikon uvádza – Monti Records, CD – 07. Poznám ťa málo, zpěv + akustická gitara